# Our Dancing Daughters
Our Dancing Daughters (bra: Garotas Modernas) é um filme mudo estadunidense de 1928, do gênero drama romântico, dirigido por Harry Beaumont, e estrelado por Joan Crawford. Embora o filme não tenha diálogos audíveis, ele foi lançado com trilha sonora e efeitos sonoros sincronizados.
O filme impulsionou a carreira de Joan Crawford ao sucesso mundial.

## Sinopse
Diana Medford (Joan Crawford), apesar de um estilo de vida hedonístico, é uma jovem que possui bons princípios. Ela deseja casar-se com o milionário Ben Blaine (Johnny Mack Brown), porém é enganada por sua falsa amiga Ann (Anita Page), que acaba por ser a que consegue desposar o moço. Mas Ann encontra um destino trágico ao embebedar-se durante uma festa, o que pode dar à Diana a possibilidade de viver a vida que sempre quis.

## Elenco
- Joan Crawford como Diana "Di" Medford / Diana, a Perigosa
- Johnny Mack Brown como Ben Blaine
- Nils Asther como Norman
- Dorothy Sebastian como Beatrice "Bea"
- Anita Page como Ann "Annikins"
- Kathlyn Williams como Mãe de Ann
- Edward J. Nugent como Freddie
- Dorothy Cumming como Mãe de Diana
- Huntley Gordon como Pai de Diana
- Evelyn Hall como Mãe de Freddie
- Sam De Grasse como Pai de Freddie

## Produção
"Our Dancing Daughters" é considerada uma das melhores produções da Era do Jazz dos Estados Unidos. John Douglas Eames, em um trecho de seu livro "The MGM Story" (1982), escreveu: "As mulheres cortavam seus cabelos mais curtos, misturavam drinques mais fortes, trocavam seus companheiros de cama mais rapidamente ... e milhões de espectadores corriam para ver como elas faziam isso".
Sem o benefício do som, o filme procurou transmitir a efervescência dos Roaring Twenties, com inserções da arquitetura art déco e uma interpretação emocionante de Joan Crawford, "a melindrosa mais selvagem de todos os tempos".
Joan Crawford também se despiu na frente do produtor Hunt Stromberg para conseguir o papel principal neste filme, mas assim que soube que era o diretor Harry Beaumont que estava encarregado da escalação do elenco, Joan foi ao escritório dele, repetiu a ação e conseguiu o papel.
O filme transformou Crawford em uma estrela conhecida mundialmente; com o crítico e historiador Ken Wlaschin nomeando-as entre os onze melhores de sua carreira. O filme também deu um impulso considerável à carreira de Johnny Mack Brown, ao mostrar que o futuro cowboy das telas podia ser uma opção viável em produções românticas.

## Recepção
Bland Johnson, em sua crítica para o The New York Daily Mirror, comentou: "Joan Crawford ... faz o melhor trabalho de sua carreira".
Foi em parte devido ao seu papel como a ferozmente livre dançarina de Charleston e bebedora de álcool na era da Lei Seca Diana Medford, que F. Scott Fitzgerald escreveu sobre Joan Crawford:
"Joan Crawford é sem dúvida o melhor exemplo de melindrosa, a garota que você vê em boates elegantes, vestida com o ápice da sofisticação, brincando com copos gelados com uma expressão remota e levemente amarga, dançando deliciosamente, rindo muito, com olhos arregalados e magoados. Jovens com talento para viver".

### Bilheteria
De acordo com os registros da Metro-Goldwyn-Mayer, o filme arrecadou US$ 757.000 nacionalmente e US$ 342.000 no exterior, totalizando US$ 1.099.000 mundialmente. O retorno lucrativo da produção foi de US$ 304.000

## Mídia doméstica
O filme foi lançado em DVD em 2010, e em Blu-ray em janeiro de 2022.

## Prêmios e indicações
| Ano  | Cerimônia | Categoria               | Indicado         | Resultado |
| ---- | --------- | ----------------------- | ---------------- | --------- |
| 1930 | Oscar     | Melhor roteiro adaptado | Josephine Lovett | Indicado  |
| 1930 | Oscar     | Melhor fotografia       | George Barnes    | Indicado  |